# Scopula macronephes
Scopula macronephes är en fjärilsart som beskrevs av Fletcher 1958. Scopula macronephes ingår i släktet Scopula och familjen mätare. Inga underarter finns listade.